# أنموذج جليل في أسئلة وأجوبة عن غرائب آي التنزيل (كتاب)
أنموذج جليل في أسئلة وأجوبة عن غرائب آي التنزيل: لمحمد بن أبي بكر الرازي.
يعد هذا الكتاب ثمرة من ثمار المذاكرة بين الأصحاب حول القرآن الكريم، وهو منهج قل من يتبعه من علماء العصر الحاضر. وهو من الكتب الهامة في دراسة المشكل من آيات القرآن، وقد ألفه صاحبه بأسلوب علمي دقيق يتصف بالعلم بكتاب الله وسنة رسوله، وأقوال الصحابة والتابعين، وكذا معرفة بكلام العرب الذي أنزل القرآن الكريم به. وأيضا هو أنموذج فريد لتفسير القرآن بالقرآن وإن ما أشكل من آياته يجب إرجاعها إلى الآيات المحكمات منه، وكذا تفسير القرآن بالسنة النبوية، وبأقوال الصحابة والتابعين، أو تفسير القرآن بما يتفق مع كلام العرب. وقد اعتماد المؤلف في تأليفه على آراء جمع كبير من علماء الإسلام.

## أهمية الكتاب
إن هذا الكتاب من الكتب الهامة في دراسة المشكل من آيات القرآن، قد ألفه صاحبه بأسلوب علمي دقيق يتصف بالعلم بكتاب الله وسنة رسوله وأقوال الصحابة والتابعين، وبكلام العرب الذي أنزل القرآن الكريم به.
يعد هذا الكتاب كما سماه مؤلفه أنموذجا يسيرا من أسئلة القرآن وأجوبتها، يحاول المؤلف من خلالها بيان معاني الآيات وتفسيرها، والمشكل والمحكم منها، وقد تناول كثيرا من آيات القرآن، كما تناول جميع سوره.

## سبب تأليفه
يقول المؤلف في مقدمته عن السبب الذي دفعه لتأليف هذا الكتاب: «هذا مختصر جمعت فيه أنموذجا يسيرا من أسئلة القرآن المجيد وأجوبتها فمنه ما نقلته من كتب العلماء إلا أني نقحته ولخصته ومنه ما فتح الله تعالى علي به بسبب مذاكرة أخ لي من إخوان الصفا في دين الله ومحبة كتابه، وكان صالحا تقيا سليم الفطرة وقاد الذهن جامعا لجملة من مكارم الأخلاق، وصفات الكمال الإنساني أنعم الله تعالى علي بصحبته ومذاكرته في معاني كتابه، وكان شديد العناية بها كثير البحث والسؤال عنها، قد هداه الله إليها وفتح عليه فيها بغرائب لم نسمعها من العلماء ولا رأيناها في كتبهم فحملني فكرته القادحة ونيته الصالحة على جمع هذه الصبابة، وهي تزيد على ألف ومائتي سؤال».

## منهج المؤلف في كتابه
قد نهج المؤلف في كتابه هذا منهجا علميا سليما في بيان وجه الإشكال ثم بيان الإجابة عليه، ولذلك فإنه يبدأ بالسؤال بقوله: فإن قيل كيف أبو بمعنى... ثم يجيب عليه بقوله: قلنا، فهذا منهجه من بداية الكتاب حتى خاتمته. كما أن بعض الأسئلة أو الإشكالات قد تكون مبنية على رأي من الآراء، ولا يعني أنه رأيا له، وإنما هو رأي للقائل به، وهو ما قد يوضحه كثيرا.

## مزايا الكتاب
- أولا: يعد هذا الكتاب أنموذجا فريدا لتفسير القرآن بالقرآن وأن ما أشكل من آياته يجب إرجاعها إلى الآيات المحكمات منه، وكذا تفسير القرآن بالسنة النبوية، وبأقوال الصحابة والتابعين، أو تفسير القرآن بما يتفق مع كلام العرب.
- ثانيا: يعد هذا الكتاب ثمرة المذاكرة بين الأصحاب حول القرآن الكريم، وهو منهج قل من يتبعه من علماء العصر الحاضر.
- ثالثا: اعتماد المؤلف في تأليفه على آراء جمع كبير من علماء الإسلام.[4]